# Croton nervosus
Pour Croton nervosus var. villosus, Klotzsch, 1843, voir Croton micans.
Espèce
Croton nervosus est une espèce de plantes à fleurs du genre Croton et de la famille des Euphorbiaceae présente de la Colombie au Guyana.
Il a pour synonymes :
- Croton argyrophyllus var. pubescens, (Klotzsch) Müll.Arg., 1865
- Croton micans var. pubescens, (Klotzsch) Müll.Arg., 1866
- Croton nervosus var. pubescens, Klotzsch, 1843